# سكوت بيرسون
سكوت بيرسون هو لاعب هوكي الجليد كندي، ولد في 19 ديسمبر 1969 في كورنوال في كندا.

## وصلات خارجية
- سكوت بيرسون على موقع دوري الهوكي الوطني (الإنجليزية)
- سكوت بيرسون على موقع قاعة مشاهير الهوكي (لاعب أن.إتش.أل) (الإنجليزية)
- سكوت بيرسون على موقع EliteProspects.com (الإنجليزية)
- سكوت بيرسون على موقع HockeyDB.com (الإنجليزية)
- سكوت بيرسون على موقع Hockey-Reference.com (الإنجليزية)